# (35481) 1998 FA8
(35481) 1998 FA8 est un astéroïde de la ceinture principale d'astéroïdes découvert en 1998.

## Description
(35481) 1998 FA8 a été découvert le 20 mars 1998 à l'observatoire de Kitt Peak, situé dans l'Arizona (États-Unis), par le projet Spacewatch de l’université de l'Arizona.

### Caractéristiques orbitales
L'orbite de cet astéroïde est caractérisée par un demi-grand axe de 2,72 ua, un périhélie de 2,21 ua, une excentricité de 0,19 et une inclinaison de 3,13° par rapport à l'écliptique. Du fait de ces caractéristiques, à savoir un demi-grand axe compris entre 2 et 3,2 ua et un périhélie supérieur à 1,666 ua, il est classé, selon la JPL Small-Body Database, comme objet de la ceinture principale d'astéroïdes.

### Caractéristiques physiques
(35481) 1998 FA8 a une magnitude absolue (H) de 14,9 et un albédo estimé à 0,298.